# 蟹ヶ坂飴

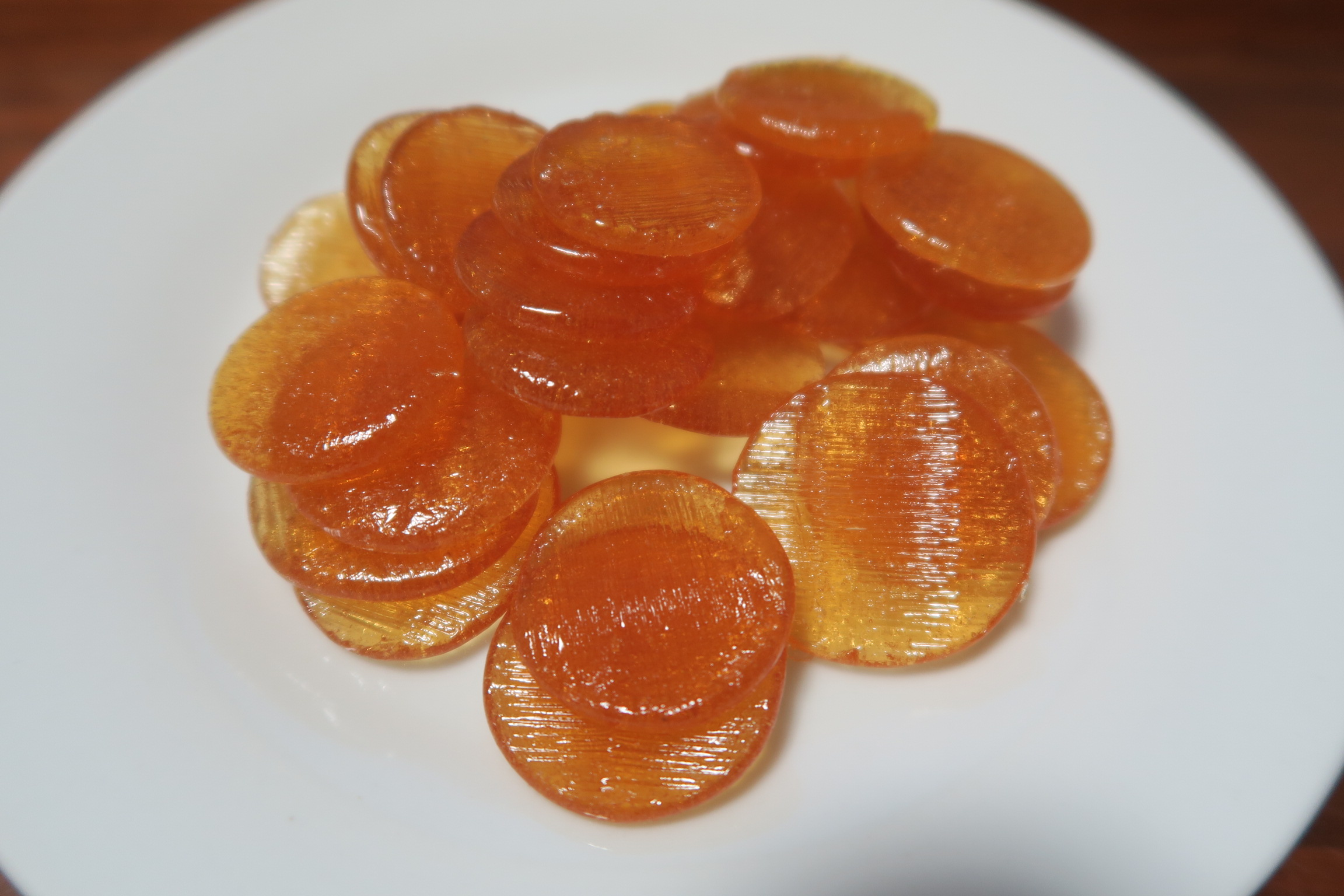
蟹ヶ坂飴

蟹ヶ坂飴（かにがさかあめ）は和菓子の一種で、麦芽水飴を煮詰め、ござの上に貼り付け、丸い形に成型して作る糖菓子である。
古くから土山宿（滋賀県甲賀市）や周辺の立場の名物と知られ、東海道名所記や東海道名所図会に記載がある。

## 伝承
飴の発祥に関して、以下のような伝承がある。
巨大な蟹（約3mという）に被害を受けていた鈴鹿山麓に恵心僧都が訪れ、蟹に遭遇して説法すると己の悪行を悟った蟹は甲羅を八つに裂いて姿を消した。その甲羅を埋葬して塚を建立したところ、蟹の血が固まり、8個の飴となった。僧都は飴を竹の皮に包み厄除けのお守りとして村人に授けた。

## 蟹塚

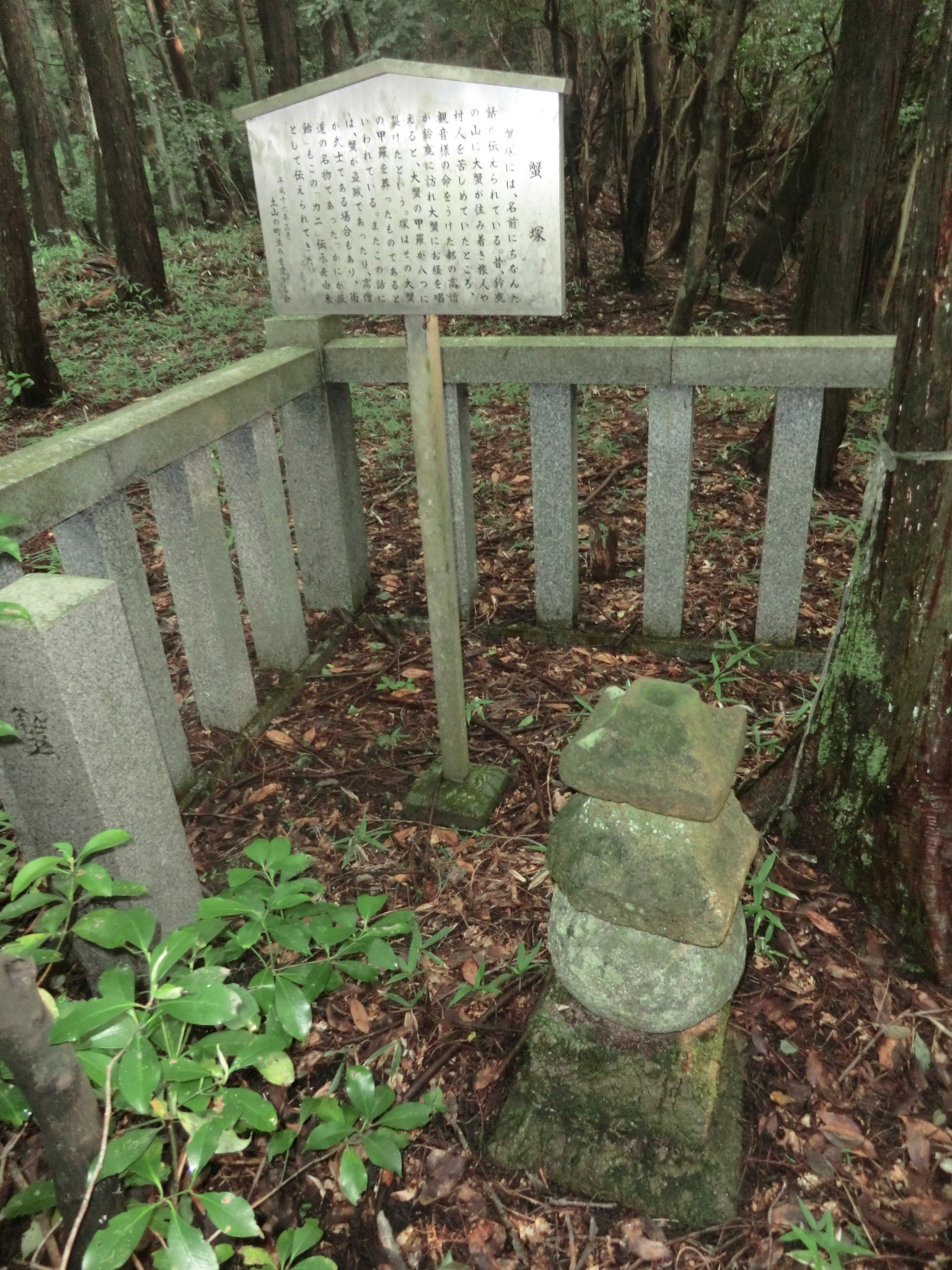
蟹塚

蟹を葬ったと伝わる蟹塚が国道1号の下の谷川沿いにある。
諸国道中旅鏡に「坂の下左に松二本あり。下にかにが石塔有。里民曰く、昔蟹の妖物、人を悩ましけるに、恵心僧都戒を授け玉ひて妖怪やみける故、其所に石塔を立てたりといふ」との記載がある。
一方、この蟹は鈴鹿峠に横行する山賊の異名という伝承もある。
それによると、戦国末期の天文年間、横行する山賊に村人や旅人が苦しめられていたが、武人が山賊を討伐し、小塚を作ったという。